# 郑振涛
郑振涛（1962年11月—），男，广东陆丰人，中华人民共和国政治人物。湖北财经学院（现并入中南财经政法大学）毕业，财政部财政科研所研究生部研究生学历，经济学博士学位。第十一届全国人大代表，第十九届中央纪委委员。

## 生平
1984年加入中国共产党。1987年8月参加工作，历任广东省财政厅办公室副主任、处长、副厅长，中共韶关市委副书记、代市长、市长等职。2008年起担任全国人大代表。2010年11月升任中共韶关市委书记。
2015年2月被任命为澳门中联办副主任。
2016年1月任中央纪委驻审计署纪检组长、党组成员，2018年12月卸任。2018年12月24日，中央纪委国家监委网站发布消息称：经中共中央批准，对中央纪委驻审计署原纪检组组长、审计署原党组成员郑振涛和广东省政协党组成员、副主席邓海光失职失责问题立案审查调查。经查，郑振涛同志作为时任广东省韶关市市长、市委书记，主体责任落实不到位，对广东省韶关市新丰县练溪托养中心受助人员死亡事件的发生负有重要领导责任；邓海光同志作为时任广东省政府分管民政工作的副省长，对社会救助工作重视不够，对上述事件的发生负有领导责任。郑振涛、邓海光同志在推进社会救助工作中领导不力，出现重大失误，给党的事业和人民利益造成严重损失，产生恶劣影响，应予严肃问责。决定给予郑振涛同志党内严重警告处分，由国家监委给予其政务记大过处分；由国家监委给予邓海光同志政务记过处分。
2020年1月15日，当选为政协第十二届广东省委员会副主席。2023年1月13日，卸任广东省政协副主席职务。